# Krachkultur
Krachkultur ist eine deutsche Literaturzeitschrift, die 1993 von Martin Brinkmann und Fabian Reimann gegründet wurde. Sie erscheint unregelmäßig im Bunte Raben Verlag, Lintig Meckelstedt. Redaktionssitz ist Bremen, Leipzig und München.
Die Zeitschrift veröffentlicht vor allem die junge deutschsprachige Literatur, ferner bringt sie Übersetzungen internationaler Autoren und erinnert an die Vergessenen der Moderne.

## Auszeichnungen
Die Ausgaben Nr. 9/2001 und Nr. 14/2012 wurden vom Senator für Kultur der Freien Hansestadt Bremen gefördert, Nr. 10/2004 und Nr. 13/2010 vom Deutschen Literaturfonds e. V., die Ausgaben Nr. 11/2007 und Nr. 12/2008 von der Bernd und Eva Hockemeyer Stiftung, Bremen.

## Autoren (Auswahl)
In der Zeitschrift Krachkultur erschienen deutschsprachige Erstveröffentlichungen unter anderem von: Henning Ahrens, Ingvar Ambjørnsen, Xaver Bayer, Frédéric Beigbeder, Jens Björneboe, Léon Bloy, Emmanuel Bove, Mariola Brillowska, Raymond Carver, Oscar Coop-Phane, Heimito von Doderer, Daniel Dubbe, Tanja Dückers, Andreas von Flotow, Tess Gallagher, Frank Hertel, Matthias Baader Holst, Thomas Kling, Paul Léautaud, Sibylle Lewitscharoff, Edward Limonow, H. P. Lovecraft, Olga Martynowa, Anatoli Marienhof, Jon Michelet, Mary Miller, Maggie Nelson, Stewart O’Nan, Selim Özdogan, Sigitas Parulskis, Horacio Quiroga, James Sallis, Wolfgang Schömel, Ersi Sotiropoulos, Peter Stamm, Saša Stanišić, Robert Louis Stevenson, Chris Trautmann, Anja Utler, Aglaja Veteranyi, Antoine Volodine, Peter Wawerzinek, Denton Welch, Torsten Wohlleben, Richard Yates.

## Rezeption
Mit der Literaturzeitschrift Krachkultur befasste sich u. a. die Wochenzeitung Die Zeit im März 2005; diese fragte sich nach dem „aufschäumenden Literaturbetrieb“ der Leipziger Buchmesse: „Gibt es ein Jenseits des Getöses? Einen kleinen Nabel, den Ursprungsstrudel der Literatur?“ und befand: „Zur Wahrheit führen kompliziert viele Wege und einer – nun ja, nach Bremen. Zur ‚Krachkultur‘, der kleinen Underground-Literaturzeitschrift.“ – Eine „Publikation, die man sich unter Literaturfreunden schon mal begeistert rüberreicht“, wertete Die Zeit in ihrem mit „Der Griff ins Geweid“ betitelten Beitrag.
„Denn was alle wissen und alle lesen, findet man hier eher nicht.“ meinte das Feuilleton der Bremer Tageszeitung Weser-Kurier im April 2009 und betitelte hintersinnig-bewertend seine Rezension der Krachkultur-Ausgabe Nr. 12 (die sich inhaltlich mit „Unheimlichen in mancherlei Gestalt“ befasst und deren Einband dazu passend mit einem Leuchtstoff beschichtet ist und im Dunkeln leuchtet): „… ‚Krachkultur‘ macht keinen Lärm, ‚Krachkultur‘ leuchtet“.